# Hamatocanthoscypha uncipila
Hamatocanthoscypha uncipila är en svampart som först beskrevs av Le Gal, och fick sitt nu gällande namn av Huhtinen 1990. Hamatocanthoscypha uncipila ingår i släktet Hamatocanthoscypha och familjen Hyaloscyphaceae.  Arten är reproducerande i Sverige. Inga underarter finns listade i Catalogue of Life.